# 小行星1431
小行星1431（1431 Luanda）是一颗围绕太阳公转的小行星。1937年7月29日，西里爾·傑克遜在约翰内斯堡发现了此天体。
該小行星以安哥拉的首都罗安达命名。
这颗小行星的绝对星等为223.3286561517378等。